# Olfert Krog
Olfert Krog (født 1945 i Oksbøl) er en dansk kommunal- og tidligere regionsrådspolitiker fra Esbjerg, der er valgt for Dansk Folkeparti ved Kommunal- og regionsrådsvalg 2017 til henholdsvis Esbjerg Byråd og Regionsrådet i Syddanmark. Krog er tidligere vicepolitiinspektør ved Syd- og Sønderjyllands Politi. Krog har haft mange roller hos politiet, hvor han blandt andet var politiets talsmand i Esbjerg under Ri-Bus konflikten.